# 国際Aマッチ
国際Aマッチ（こくさいAマッチ、英: International "A" Match）とは、サッカーのAナショナルチーム（年齢制限のない代表チーム）同士の国際公式試合の事である。対戦国のどちらかがAナショナルチームではない場合は、国際Aマッチとはみなされない。
対戦国のどちらかが国際サッカー連盟（FIFA）に未加盟だった場合も、国際Aマッチとして認可されない。なお、FIFAランキングは男女とも国際Aマッチの結果のみで計算されている。また、サッカー競技の他にもハンドボールやフィールドホッケーでも同じ表現が使われる場合がある。

## 概要
国際サッカー連盟（FIFA）規則で、2つの加盟国がともに代表チームを編成して行う試合を国際マッチと定義し、この中で特に両国が年齢制限なしのトップレベルの代表チーム（first representative team）を出場させるものを国際Aマッチと定義している。従って、対戦国のどちらかFIFA未加盟だった場合は、国際Aマッチとして認可されない。また、国際Aマッチの要件を満たす代表チームを、Aナショナルチーム（"A" national team）と呼ぶ。日本ではAナショナルチームであることを強調する場合に、A代表あるいはフル代表という呼称を使うことがあるが、一般には日本代表という呼び方がそのままAナショナルチームを表すことが多い。また、国際Aマッチを開催する場合、その試合の主催協会にFIFAに対する事前通達や事後報告、主催協会が収益の2%をFIFAに納めるといった義務が生ずる。これらを怠った場合は罰金が科せられる。
サッカー競技規則第3条競技者の数の項で、国際Aマッチでは親善試合では最大6名まで、FIFAワールドカップ地区予選及び本大会等の公式戦では90分間で最大3名、延長戦ではさらに1人まで交代できると定められている。これに違反した場合は、たとえ両チーム間での合意の上であったとしても国際Aマッチとしては認められない。国際Aマッチのピッチの大きさは以前は縦横とも10m程度の許容範囲があったが、2008年3月8日のサッカー競技規則改正で、タッチライン105m、ゴールライン68mに限定された。また、国際Aマッチから次の国際Aマッチまでの試合間隔は48時間以上空けることが義務付けられている。
FIFAの年間スケジュールで、国家間代表チームの対戦日を指定する『FIFAインターナショナルマッチカレンダー』（国際Aマッチデー）がある。男子のFIFAインターナショナルマッチカレンダーは2003年に開始された。これはFIFAワールドカップ本大会及び各地区予選やA代表の大陸選手権などのA代表の公式戦や親善試合などを開催出来る期日を予め設定するものである。女子も男子と全く同じ制度『国際女子Aマッチデー (Women's international match calendar)』制度がある。国際Aマッチデー及び国際女子Aマッチデーには、A代表選手拘束権が協会側にあり、たとえ選手やクラブが代表招集を辞退及び拒否しても、協会側がその選手の代表招集を撤回しない限り、クラブの試合には出場できない。

## 選手との関連
「原則、選手は生涯1代表」の規定と国際Aマッチは密接に関係している。以下は、サッカー、ビーチサッカー、フットサル等FIFAが統括する各代表全てに共通して適用される。たとえば、“ビーチサッカー”代表の国際Aマッチ公式戦に出場した選手が他の国籍に変更して、他の国の“サッカー”A代表になることは出来ない。国際Aマッチ及び年代別代表のいずれかの代表の公式戦に一度でも出場した経験を持つ選手は、後述する重国籍者（複数国籍保持者）等の場合を除き、その後国籍の変更や追加をしても、その国の代表にはなれない。
また、重国籍者の場合でも、かつては一度でも親善試合を除く国際Aマッチ公式戦に出場した後は既に保持している別の国籍の代表にはなれなかった。国際Aマッチの親善試合に出場後に別の国の代表になった重国籍者の事例としては、アメリカ代表ジャーメイン・ジョーンズ、モロッコ代表メディ・カルセラ＝ゴンサレスなどがいる。ただし、当該国家が分離独立した場合は、選手が分離独立した国のどれかの国籍を選択すれば、その国の代表になれる。1991年にユーゴスラビア代表でデビューしたダヴォール・シューケルは、1992年にユーゴスラビアからクロアチアが独立するとクロアチア代表としてプレイしている。2020年9月18日の規則改正で、A代表で公式戦に出場した場合でも以下の要件を全て満たした場合は国籍の変更が認められることとなった。
- A代表・年代別代表に関わらず最初の公式戦の出場時点で変更を希望する協会の国籍を有していたこと
- A代表・年代別代表に関わらず最後の公式戦の出場時点で21歳未満であったこと（最後の公式戦出場が2020年9月18日より前であった場合この要件は不要）
- 公式戦・非公式戦に関わらずA代表における出場試合数が3試合以下であること
- 公式戦・非公式戦に関わらずA代表における最後の試合出場から少なくとも3年が経過していること
- A代表でワールドカップ・大陸別大会の本大会に出場していないこと

なお、国際Aマッチ及び年代別代表の公式戦出場歴がいずれもない場合は、国籍の変更や追加をすれば、その国の代表になれる。ただし、国籍の変更や追加をした国に10歳より前から居住している場合は3年以上、10歳以降から居住している場合は5年以上継続居住していることが条件である。また、10歳から18歳の間に移住した場合はその移住が代表チームの国籍取得のためではないことを証明する必要がある。2005年に初めてこの条件が加わった時は2年以上だった。A代表の最大の目的であるFIFAワールドカップは4年に1度の開催であることから、継続居住条件は、代表歴のない外国人の補強目的の安易な帰化の歯止め規定となっている。
また、年代別代表公式戦出場前までに重国籍者（複数国籍保持者）になった選手は、たとえ年代別代表公式戦出場歴があっても、国際Aマッチ公式戦出場歴が無ければ、既に保持している他の国籍のA代表を一度だけ選択することが出来る。以前は21歳の誕生日までにという条件があったが、2009年6月に撤廃された。さらに、2020年9月18日の規則改正で、年代別代表公式戦出場後に居住歴を満たすなどして他の国籍を得た選手のうち最後の公式戦の出場時点で21歳未満であった者（最後の公式戦出場が2020年9月18日より前であった場合年齢要件は不要）については、国籍の変更が認められることとなった。そのため、重国籍者が多い国では、育成した選手が既に持っている別の国籍の代表を選択することを防ぐために、複数の国籍を持つ有望な若手選手を国際Aマッチに早めにデビューさせるようになった。
なお、いずれの場合も代表チームの国籍変更は1回に限り認められるが、変更した代表チームにおいて出場機会を全く得られなかった場合は変更前の代表チームの国籍に戻ることを申請できる。
一部の国では、自国以外の選手が国内でプロ選手として活動をする際の就労資格条件として、一定以上の国際Aマッチに出場していることを課すことがある。イギリスでは、当該選手が所属国代表による過去2年間の国際Aマッチに出場した実績を、労働許可証発給の条件の一つとしている。2002年に三都主アレサンドロがプレミアリーグのチャールトンへの移籍を試みたが、日本に帰化して日が浅く、条件を満たさなかったため立ち消えになった。

### 選手は生涯1代表となった経緯
選手は、先述した重国籍者の例外と国が分離独立した特別な例外を除いて、サッカー、ビーチサッカー、フットサル等FIFAが統括する各代表全てに共通して「原則、生涯1代表」にしかなれない。優れた外国人選手を帰化させて代表強化を図ることは昔からあった。有名な古い例は、1934年第2回イタリアＷ杯でイタリアが優勝するために、1930年第1回ウルグアイＷ杯のアルゼンチン代表準優勝メンバーの主力を帰化させて、イタリア代表に加えた例である。イタリア代表は、目論見通りワールドカップ初優勝を遂げた。帰化した選手のうち、オルシは35試合、モンティは18試合にイタリア代表として出場した。
欧州と南米におけるサッカー界の経済格差から、欧州には南米を中心に世界中から欧州クラブでプレーするためあるいは働くために選手が集まるようになり、そのまま欧州各国の代表になる選手も現れた。そのため、深刻な選手流出に悩まされ代表が弱体化することになった南米はFIFAに働きかけ、1962年第7回チリＷ杯終了後に「選手は生涯1代表」とFIFA規則の代表要件で決定した(厳密には、本人か父が生まれた国以外の代表になることを禁じた)。現在では「原則、生涯1代表」だが、重国籍者の例外と国が分離独立した特別な例外がある(先述)。近年では巨額のTVマネーが欧州に流入し、世界のサッカー界の経済格差が顕著になっており、このFIFA規則の代表要件は、ますます重要性を増している。

## クラブとの関連
各国のサッカー協会はFIFAインターナショナルマッチカレンダーに行われる国際Aマッチのために選手を招集する場合、試合の2週間前までには選手が所属するクラブに文書（レター）で通知しなければならない。この際、選手が所属するサッカークラブ側が反対した場合でも年間7試合を上限として強制的に招集できる。該当選手やクラブが代表招集を辞退及び拒否したとしても、協会側がその選手の代表招集を撤回しない限り、クラブの試合には出場できない。
男子の場合FIFAインターナショナルマッチカレンダーにない日に行われる国際Aマッチ及び世界大会などの公式戦を含めた年代別代表の全ての試合において、クラブ側は所属する選手の代表招集を拒否できる。現在の五輪男子サッカーの規定は「本大会時点で23歳以下の選手の大会」であり、「本大会においては、24歳以上のオーバーエイジ3人を加えることが出来る」となっており、五輪男子サッカーは年代別代表の世界大会である。2008年北京五輪男子サッカーのメッシ招集問題で、FCバルセロナの訴えを受けたスポーツ仲裁裁判所(CAS)が2008年8月6日、「クラブには選手を五輪男子サッカーに解放すべき法的な義務はない」と結論づけた。そのため、たとえ五輪男子本大会でもクラブ側が代表招集を拒否出来ることになっていた。
その後、FIFAは2012年3月29日～30日のFIFA理事会で、2012年ロンドン五輪男子サッカーに出場する五輪男子代表に選出された「23歳以下の選手」の代表招集をクラブ側は拒否できないと決めた。なお、FIFAはこの五輪男子派遣義務決定事項は既存のFIFA規則で強制力を持たせられるとの考えを示した。強制力の根拠として、選手の地位に関するFIFA規則の「FIFA理事会の特別決議に基づく、選手の派遣義務」を引用している。ただし、オーバーエイジの選手に関しては、クラブ側が五輪男子代表招集を拒否できる。なおFIFAはロンドン五輪の次の2016年リオデジャネイロオリンピックでは、クラブ側が代表招集に応じる義務はないとする一方、選手がオリンピックの場を経験できるようクラブに働きかけていくとした。このように五輪男子サッカーに関しての代表拘束権は、大会ごとにFIFAが決めている。
女子の場合も男子の場合と同様に、国際女子Aマッチデーではない日に行われる国際女子Aマッチ及び世界大会などの公式戦を含めた年代別女子代表の全ての試合において、クラブ側は所属する女子選手の代表招集を拒否できる。なお、五輪女子サッカーの場合は女子A代表の大会で、元より国際女子Aマッチデーに入っている為、クラブ側は代表招集を拒否できない。

## 国際Aマッチ出場数
イングランドでは、国際試合に出場するたびに記念の帽子を一つずつ与える慣習から、国際Aマッチ出場数をキャップ（野球帽型の帽子）と呼ぶ。試合出場時間に関係なく、試合に出場すればキャップが記録される（例：フル出場した選手も、交代出場した選手も、Aマッチ1試合出場すれば1キャップ）。
17世紀にフットボールのチーム分けのために帽子が用いられたのが始まりで、その後ユニホームの一部になりカラフルになった。近代サッカー誕生の舞台であるパブリックスクールでは、安全の為にキャップをかぶったままプレーしていた。1863年のルール統一で近代サッカーが誕生後、19世紀後半のイングランドのサッカーでは、当時背番号が無かったため、各選手がそれぞれ自分の出身校のパブリックスクールのカラーのキャップをかぶり、観客はそれで選手を識別していた。やがて1870年代にプロ化の波が押し寄せ、試合が激しくなり試合中にキャップをかぶる選手はいなくなった。
1886年にイングランドサッカー協会のN・ジャクソンが「代表に出場しても報酬は出ない。せめてその栄誉をたたえよう」と国際試合出場の名誉を記念するものとして帽子を授与しようと提案し、採用された。ジャクソンが提案したのは「赤いバラの刺繍の入った白い帽子」だったが、最終的に、出場した試合の対戦相手名が入った「ロイヤルブルーのビロード帽」を贈ることになった。以来、キャップは国際Aマッチ出場数を指すようになった。
男子の国際Aマッチは年間最大でも10～12試合程度で、2003年に国際Aマッチデー制度が開始されてからは、国際Aマッチ年間平均12試合中最大でも7試合（ただしクラブ側が選手の出場を許可すればさらに増やせるが、現実的ではない）の出場しか許されないため、キャップ数が100を超えるのは大変難しく、非常に高く評価される。なお、2015年からは現行のAマッチデーがさらに2年間で6試合削減される為、ますます厳しくなる。

### 世界記録
FIFAが認定する男子選手の世界一のキャップ数は、ポルトガル代表のFWクリスティアーノ・ロナウドが記録した『205』である。他方でRSSSFは、マレーシア代表のDFソ・チン・アンの219を世界一としている。これはFIFAとRSSSFのオリンピックの試合の取り扱いの違いによる。
なお、女子サッカーの場合は男子サッカーと比較した際に世界的普及が遅れていることもあり、中心選手が男子に比べれば長期にわたって代表でプレーすることが多いため、一部の選手のキャップ数が男子より非常に多くなる傾向がある。女子選手の世界一のキャップ数は、アメリカ代表のFWクリスティン・リリーが記録した『354』である。

## 歴代記録

### 男子ランキング
2024年2月28日現在
| 位 | 国             | 選手名                     | キャップ数 | 期間      |
| -- | -------------- | -------------------------- | ---------- | --------- |
| 1  | ポルトガル     | クリスティアーノ・ロナウド | 205        | 2003-     |
| 2  | クウェート     | バデル・アル＝ムタワ       | 196        | 2003-2022 |
| 3  | マレーシア     | ソ・チン・アン             | 195        | 1969-1984 |
| 4  | エジプト       | アハマド・ハサン           | 184        | 1995-2012 |
| 5  | オマーン       | アハメド・ムバラク         | 183        | 2003-2019 |
| 6  | アルゼンチン   | リオネル・メッシ           | 180        | 2005-     |
| 6  | スペイン       | セルヒオ・ラモス           | 180        | 2005-2021 |
| 8  | メキシコ       | アンドレス・グアルダード   | 179        | 2005-2022 |
| 9  | サウジアラビア | モハメド・アル＝デアイエ   | 178        | 1993-2006 |
| 10 | メキシコ       | クラウディオ・スアレス     | 177        | 1992-2006 |

### 女子ランキング
2024年2月28日現在
| 位 | 国             | 選手名                   | キャップ数 | 期間      |
| -- | -------------- | ------------------------ | ---------- | --------- |
| 1  | アメリカ合衆国 | クリスティン・リリー     | 354        | 1987-2010 |
| 2  | カナダ         | クリスティン・シンクレア | 329        | 2000-2023 |
| 3  | アメリカ合衆国 | カーリー・ロイド         | 316        | 2005-2021 |
| 4  | アメリカ合衆国 | クリスティー・ピアース   | 311        | 1997-2015 |
| 5  | アメリカ合衆国 | ミア・ハム               | 276        | 1987-2004 |
| 6  | アメリカ合衆国 | ジュリー・フォウディ     | 274        | 1988-2004 |
| 7  | アメリカ合衆国 | アビー・ワンバック       | 255        | 2001-2015 |
| 8  | アメリカ合衆国 | ジョイ・フォーセット     | 241        | 1987-2004 |
| 9  | スウェーデン   | カロリーネ・セーゲル     | 240        | 2005-2023 |
| 10 | ブラジル       | フォルミガ               | 234        | 1995-2021 |